# Sara Whalen
Pour les articles homonymes, voir Whalen.
Sara Eve Whalen, née le 28 avril 1976 à Natick, est une joueuse américaine de soccer des années 1990 et 2000, évoluant au poste de défenseur.

## Biographie
Elle est internationale américaine à 65 reprises de 1997 à 2000, marquant 7 buts. Elle est sacrée championne du monde en 1999, jouant trois matchs dont la finale, et est médaillée d'argent aux Jeux olympiques d'été de 2000, où elle est remplaçante et ne joue aucun match.